# Gilgenberg (Herrschaft)
Die Herrschaft Gilgenberg war eine Grundherrschaft im Viertel ober dem Manhartsberg im Erzherzogtum Österreich unter der Enns, dem heutigen Niederösterreich.

## Ausdehnung
Die Herrschaft umfasste zuletzt die Ortsobrigkeit über Gilgenberg, Waldkirchen, Schuppertholz und Wetzles. Der Sitz der Verwaltung befand sich im Schloss Gilgenberg.

## Geschichte
Letzter Inhaber der Fideikommissherrschaft war Franz Philipp Graf von Lamberg, der auch in Ungarn reich begütert war. Infolge der Reformen 1848/1849 wurde die Herrschaft aufgelöst.